# Старые Бугады
Ста́рые Бугады́ (тат. Иске Богады) — село в Актанышском районе Республики Татарстан. Административный центр Старобугадинского сельского поселения.

## География
Село находится в Восточном Закамье на реке Безяда, в 11 км к юго-западу от районного центра, села Актаныш.

## История
Село Старые Бугады было основано в XVII веке башкирами-вотчинниками Бугадинской тюбы Енейской волости. Известно с 1712 года. 
В XVIII—XIX веках жители относились к сословиям башкир-вотчинников, тептярей, башкир-припущенников. По переписям 1747 года и 1762 года, помимо вотчинников были учтены также тептяри, по сведениям 1834 года — башкиры-припущенники.
По сведениям 1848 года, в селе были 2 мельницы, 1905 года — бакалейная лавка и хозяйственный магазин. 
До 1866 года селение входило в состав Бугадинской тюбы Енейской волости.

## Население
| 1795 | 1834 | 1859 | 1870 | 1884 | 1897 | 1906 | 1913 | 1920 | 1926 | 1938 | 1949 | 1958 | 1970 | 1979 | 1989 | 2002 | 2010 | 2015 |
| ---- | ---- | ---- | ---- | ---- | ---- | ---- | ---- | ---- | ---- | ---- | ---- | ---- | ---- | ---- | ---- | ---- | ---- | ---- |
| 67   | 200  | 461  | 684  | 635  | 802  | 957  | 1150 | 1147 | 904  | 566  | 490  | 438  | 552  | 960  | 698  | 660  | 627  | 673  |

Национальный состав
Согласно результатам переписи 2002 года, в национальной структуре населения села татары составляли 99%.
Через село проходит автомобильная дорога регионального значения Актаныш — Муслюмово.

### Комментарии
1. ↑  Расстояние измерено с помощью инструментария Яндекс.Карты